# Cursilería
La palabra cursilería es un término derivado de cursi, palabra que aparece por primera vez en el artículo "Un cursi ", una 'fisiología' costumbrista sobre un tipo gaditano sin buenas maneras que se hace notar por su comportamiento molesto. Del lado femenino, cursi puede ser anterior, quizás derivado de una copla, o murga gaditana relativa a las hijas de un sastre francés llamado Sicour, o Tessi-Court, ataviadas como las clientes de su padre, por encima de su clase. La copla repite el estribillo "las niñas de Sicur, Sicur, Sicur..."
En 1868 aparece en Madrid La filocalia, o arte de distinguir a los cursis de los que no lo son, obra de Santiago Liniers y Francisco Silvela donde el término es definido y se lo considera ya una plaga. Cursi y cursilería entran en el diccionario académico en 1869, con las siguientes definiciones: 

1. Dícese de la persona que presume de fina y elegante sin serlo.
2. Aplícase a lo que, con apariencia de elegancia o de riqueza, es ridículo y de mal gusto.
3. Dícese de los artistas y escritores, o de sus obras, cuando en vano pretenden mostrar refinamiento expresivo o sentimientos elevados.

La cursilería es un tema recurrente en las Novelas contemporáneas de Benito Pérez Galdós, especialmente en La desheredada (1881) y en El amigo Manso (1882).
Ensayos relevantes sobre el tema escribieron Ramón Gómez de la Serna, quien lo relaciona con el Barroco, y Enrique Tierno Galván, quien lo caracteriza como una 'femenización de lo burgués'. Ortega y Gasset le dedica un apunte en el ensayo "Intimidades" y lo considera un morbo endémico de España, debido al peculiar desarrollo de la clase media. Sin embargo, lo cursi está estrechamente emparentado con el kitsch, palabra procedente de Munich, entre 1860 y 1870, y de uso internacional.
En América, lo cursi adquiere tonalidades diversas, como lo picúo caribeño o la huachafería peruana. En Argentina aparece a menudo en las novelas de Manuel Puig y en Portugal se le llama piroso y piroseira, mientras que en Brasil se usa el término brega. México ha sido proclamado "el país de los cursis" por sus propios analistas y periodistas, según el mexicano Carlos Monsiváis.